# Judovski prazniki
Judovski prazniki (hebrejsko ימים טובים, latinizirano: Jamim tovim, dob. 'Dobri dnevi', edn. יום טוב, Jom tov) so prazniki, ki se praznujejo v judovstvu po judovskemu koledarju. Prazniki vsebujejo verske, kulturne in nacionalne elemente, ki izhajajo iz treh virov: biblične micvot (zapovedi), rabinskih razprav, judovske zgodovine in zgodovine države Izrael.
Judovski prazniki so po judovskem koledarju vedno na iste datume, po gregorijanskem koledarju pa vsako leto na druge. Vzrok za razhajanja sta različni osnovi, na katerih temeljita koledarja: judovski je lunisolaren in upošteva Lunine in Sončeve cikle, gregorijanski pa je solaren in upošteva samo Sončeve.

## Izrazi
Nejateri izrazi se zelo pogosto nanašajo na več praznikov.
- Hebrejski izraz jom tov (יום טוב) se včasih nanaša samo na praznični dan, običajno pa na šest v Bibliji zapovedanih praznikov, na katere so na šabat prepovedana vsa opravila. Izjeme so nekatera opravila, povezana s pripravo hrane.[2] Takšni šabati so prvi in zadnji dan Pashe, prvi dan Šavuota, oba dneva Roš hašane, prvi dan Sukota in prvi dan Šemini acereta. Z razseljevanjem Judov po celem svetu se je v to skupino vključil tudi drugi dan praznika Jom tov šeni šel galujot  (dobesedno Drugi dan praznika diaspore). V skupino je pogosto vključen tudi Jom kipur (dobesedno Zapovedan praznik).
- Izraz, ki bi se v slovenščino lahko prevedel kot Najsvetejši dnevi ali Visoki prazniki, se nanaša na Roš hašano in Jom kipur skupaj. Analogni hebrejski izraz Jamim nora'im (ימים נוראים, Dnevi Ave) je bolj elastičen in lahko pomeni samo ta praznika ali deset dni kesanja ali celo obdobje kesanja, ki se začne že na začetku elula in se (bolj redko) konča kot Šemini aceret.
- Izraz Trije romarski prazniki (שלוש רגלים, šaloš regalim) se nanaša na Pasho, Šavuor in Sukot. V tem poimenovanju sta v Sukot običajno vključena tudi Šemini acaret in Simhat Tora.

### Izrazi, ki se uporablja za opis praznikov
Določeni izrazi se uporabljajo za različne kategorije praznikov, odvisno od njihovega vira in narave:
- Šabat (שבת) (aškenaška izgovarjava jidiškega šabbos) ali sabat se uporablja izključno za soboto. Podobno se izključno uporablja tudi izraz Roš hodeš (ראש חודש).
- Jom tov (יום טוב) (aškenaška izgovarjava iz jidiškega jontif, dobesedno dober dan).
- Moed (מועד) (prazniki, praznično obdobje), mn. moadim (מועדים), pomeni katerega koli od treh romarskih praznikov: Pasho, Šavuot in Sukot. Če se uporablja v zvezi z Jom tov, pomeni Hol HaMoed, vmesne dneve Pashe in Sukota.
- Ḥag ali hag (חג, praznik), mn. hagim (חגים), se lahko uporablja za kateri koli praznik. Uporablja se tudi za opis  Hanuke  in Purima, za Yom Ha'atzmaut (Dan neodvisnsti Izraela) in Jom Jerušalajim (Dan Jeruzalema).
- Tanit  (תענית) ali (manj pogosto) com (צום) se nanašata na post. Oba izraza se na splošno uporabljata za opis rabinskih postov, com pa se v bogoslužju nanaša tudi na Jom kipur.

### Delo na šabat in biblične praznike
Najbolj opazna skupna značilnost šabata in bibličnih praznikov je prepoved dela  (melaha) na ta dneve. Izraz melaha se najpogosteje prevaja kot delo, čeprav bi bil boljši prevod kreativno/konstruktivno delo. Melaha je v judovski zakonodaji (halaha) razvrščena v 39 kategorij dela, ki se je opravljalo pri postavljanju tabernaklja (zavetišča) med potovanjem Judov po puščavi. V tradicionalnem in ortodoksnem judovstvu se prepoved razume kot:
- Na šabat in Jom kipur so vsa dela (melaha) prepovedana.
- Na jom tov (vsi prazniki, razen Jom kipur), ki ne pade na šabat, je večina del prepovedana. Dovoljena so nekatera opravila, povezana s pripravo hrane.[3][c]
- Na dneve v tednu med Hol HaMoed delo za svoje potrebe ni prepovedano. Dovoljeno je tudi delo, ki bi povzročilo veliko finančno izgubo, če ne bi bilo opravljeno.
- Na druge dneve je delo dovoljeno.[d]

V konzervativnem judovstvu se na prepoved dela med prazniki načelno gleda enako kot v ortodoksnem judovstvu, v praksi pa so med njima razlike. V številnih konzervativnih/masorti judovskih skupnostih po celem svetu se na prepoved dela gleda precej podobno kot v ortodoksnih.
Številni (če ne večina) laiki konzervativnih kongregacij v Severni Ameriki tudi po konzervativnih standardih nase ne gledao kot na opazovalce šabata. V nekem obdobju so pristaši reformističnega in rekonstrukcionističnega judovstva zavračali halaho in s tem tudi z njo povezano prepoved dela. V praksi je sprejemanje prepovedi stvar odločitve posameznika.
Vse prepovedi dela na šabat in praznike prenehajo veljati, če gre za reševanje človeških življenj (pikuah nefeš). Pravilo velja takoj in brez zadržkov tudi na najbolj fundamentalistični ravni. Če je življenje ogroženo v manjši meri, se mora delo opraviti tako, da čimmmanj krši prepoved sobotnega dela. S tem povezana zakonodaja je zelo kompleksna.

### Drugi dan bibličnih praznikov
Po Tori se vsi judovski prazniki praznujejo samo en dan. Izven Izraela se vsi prazniki biblijskega porekla, razen šabat in Jom kipur, praznujejo dva dni. Roš hašana se tudi v Izreaelu praznuje dva dni.
Datumi praznikov so v Tori določeni z dnevom x meseca y. Iz tega sledi, da se mora z določitev datuma najprej določiti prvi dan meseca y. V judovskem koledarju so meseci lunarni. Njihov začetek se je prvotno oznanjal s trobljenjem na šofar. Kasneje je začetek meseca razglašal Sanhedrin na osnovi pričevanje očevidcev prvega krajca nove lune. Sanhedrin je po razglasitvi začetka novega meseca o tem obvestil tudi bolj oddaljene judovske skupnosti. Praznovanje drugega prazničnega dne je bilo posledica počasnega širjenja tega podatka.
- Roš hašana. Ker je na ta praznik potovanje prepovedano, obveščevalci niso smeli zapusti sedeža Sanhedrina, dokler praznik ni minil. Posledično tudi razglasitev novega meseca ni bila mogoča. Zaradi tega se je po celem svetu razvila praksa, da se Roš hašana praznuje na oba mogoča dneva, izračunana iz začetkov prejšnjih mesecev.[8][h]
- Trije romarski prazniki. Sukot in Pasha sta bila na petnajsti dan v mesecu, zato so imeli kurirji dva tedna časa za razglasitev novega meseca. V tem času so lahko obvestili večino judovskih skupnosti v Izraelu, bolj oddaljenih, na primer v Babiloniji in prekomorskih deželah, pa ne. Iz tega se je razvila praksa, da sta se Sukot in Pasha v Izraelu praznovala en dan, drugod pa na dva mogoča dneva, izračunana iz začetka prejšnjega meseca. Praksa je znana kot  jom tov šeni šel galujot – drugi dan praznikov v izseljenskih skupnostih.[10]
- Šavuot je izračunan kot petnajsti dan po Pashi, zato zanj omenjeno pravilo ni blo potrebno. Talmud zaradi skladnosti kljub temu uporablja isto pravilo tudi za Šavuot, sedmi dan Pashe in Šemini aceret.[11]
- Jom kipur se nikjer ne praznuje dva dni, ker se je težko postiti dva dni zapored.[i]
- Šabat se ni praznoval na osnovi koledarskih datumov, ampak v pravilnih sedemdnevnih intervalih. Datum zato nikoli ni bil sporen in praznovanje nikoli daljše od enega dneva.

Pristaši reformističnega in rekonstrukcionističnega judovstva praviloma ne preznujejo drugeg dneva praznikov. V nekaterih skupnostih izlemoma praznujejo drugi dan Roš hašane.

## Prazniki biblijskega in rabinskega (talmudskega) izvora
Teorije, povezane z morebitnimi nejudovskimi izvori bibličnih praznikov, predvsem šabata, presegajo okvire tega članka.

### Šabat
Judovska zakonodaja (halaha) pripisuje šabatu (שבת) status praznika, dneva počitka sedmi dan v tednu. Dan je v judovski zakonodaji določen kot čas med enim in drugim sončnim zahodom, zato se
- šabat začne tik pred sončnim zahodom v petek zvečer. Njegov začetek se označi s prižiganjem šabatne sveče in recitiranjem Kiduša nad kozrcem vina in
- konča s sončnim zahodom v soboto zvečer z molitvijo Havdala.

Glavne dejavnosti na šabat vključujejo
- branje tedenskega dela Tore
- branje izvlečkov amide
- dodajanje musafa k dnevni molitvi
- uživanje treh jedi, pogosto obogatenih in posvečenih
- omejitev dela

Judovska zakonodaja ima šabat v več pogledih za najpomembnejši sveti dan v judovskem koledarju, ker je
- prvi praznik, omenjen v Tanaku (hebrejska Biblija) kot dan, ko je bog počival po šestdnevnam ustvarjanju sveta.
- Na šabat se bere več delov Tore kot na Jom kipur in druge judovske praznike.
- Za kršitev šabatnih prepovedi je zagrožena smrtna kazen s kamenjanjem (Eksodus 31). Za kršitve drugih praznikov so zagrožene manj ostre kazni.
- Opazovalec šabata je naziv, ki se v halahi uporablja za posameznike, ki niso verniki, so pa zaupanja vredni člani judovske skupnosti.

### Roš kodeš – Nov mesec
Roš kodeš (ראש חודש, dobesedno nov mesec) je manjši praznik na prvi dan vsakega meseca judovskega koledarja in zadnji dan prejšnjega meseca, če je imel trideset dni.
Praznovanje Roš kodeša je bilo vsaj v delu obdobja prerokov precej dodelano. Sčasoma se je začel praznovati na različnih ravneh, na primer da ženskam ni bilo treba opravljajti določenih del. Na Roš kadeš je postenje prepovedano. Sodobno praznovanje je omejeno na nekaj sprememb v bogoslužju. V mesecu tišriju Roš kodeš nadomesti praznovanje Roš hašane, ki je večji praznik.
Značilnosti praznovanja so:
- Datum Roš kodeša se oznani v sinagogi na šabat pred njim.
- Ko opazovalci prvič v vsakem mesecu opazijo lunin prvi krajec, začnejo moliti posebne molitve.

### Roš hašana – Novo leto

#### Selihot
Mesec pred Roš hašano (elul) je mesec dobrote in kesanja. V tem mesecu se zato vsak dan molijo dodatne spokorniške molitve, imenovane selihot. Izjema je šabat. Sefardski Judje so molili vse dni elula, Aškenazi pa najmanj od zadnje nedelje (ali sobotne noči) pred Roš hašano, se pravi najmanj štiri dni.

#### Roš hašana
- Erev Roš hašana (prvi večer praznikov): 29. elul
- Roš hašana: 1. in 2. tišri

Po ustnem izročilu je Roš hašana (ראש השנה, dobesedno glava leta) spominski dan (יום הזכרון, Jom ha zikaron) in hkrati sodni dan (יום הדין, Jom HaDin). Na ta dan se bog prikaže v vlogi kralja in vsakega vernika opomni in presodi njegova dela v preteklem letu in svojo sodbo zapiše v Knjigo pravičnih.
Za praznik je značilna nenavadna zapoved trobljenja na šofar, Po Tori je Roš hašana prvi dan sedmega meseca koledarskega leta in prvi dan desetdnevnega obdobja, ki se konča z Kom kipur (Spravni dan). Po enem od dveh talmudskih mnenj se je na Roš hašano končala stvaritev sveta. Po drugem se je končala 1. nisana.
Jutranje molitve na Roš hašano so dolgovezne in osredotočene na že omenjene teme: boga in božjo sodbo, izpraševanje vesti, rojstvo sveta in trobljenje na šofar. Aškenaški Judje na praznično popoldne recitirajo kratko molitev Tašlik za simbolično odpustirtev grehov v preteklem letu. Biblija omenja Roš hašano kot enodnevni praznik, vendar se tudi v Izraelu običjno praznuje dva dni.

#### Štiri nova leta
Tora za Roš hašano ne uporablja naziva novo leto. Mišna v Roš hašani za različne namene določa štiri različna nova leta:
- 1. tišri (konvencionalna Roš hašana): novo leto za računanje letnega koledarja, šabatnega leta (šmita), jubilejnih ciklov in starosti dreves za potrebe judovskega sodstva in izločanja desetin žita.
- 15. ševat  (Tu Bišva): novo leto za drevesa, se pravi za poljedelski ciklus in z njim povezane dajatve.
- 1. nisan: novo leto za računanje mesecev in datumov velikih praznikov in računanje dolžine vladanja judovskih kraljev.
  - V biblijskih časih je 29. adarju 1. leta vladaja kralja  x sledil 1. nisan, 2. leta vladana kralja x.
  - V sodobnem času se kljub temu, da se številke let spremenijo na Roš hašano, meseci še vedno štejejo od 1. nisana.
  - Romarski prazniki se tudi v sodobnem času vedno računajo v zaporedju Pasha-Šavuot-Sukot.
- 1. elul (Roš Hašana LaBehema): novo leto za dajatve v živalih.

#### Aseret jemei tešuva – Deset dni kesanja
Prvih deset dni tišrija (od začetka Roš hašane do konca Jom kipurja) se imenuje Deset dni kesanja  (עשרת ימי תשובה, Aseret jemei tešuva). V tem času se od Judov pričakuje, da bodo prakticirali tešuvo (dobesedno vrnitev, povratek), se pravi da se bodo izprašali o svojih dejanjih in se pokesali za grehe, ki so jih zagrešili proti ljudem in bogu v preteklem letu. Kesanje ima lahko obliko ponižne prošnje, spovedi pred bogom ali donacij v dobrodelne namene.

### Com Gedalia – Gedalijev post
- Com Gedalia: 3. tišri

Gedalijev post (צום גדליה) je manj pomemben praznik, na katerem se počasti spomin na umor guvernerja Judeje Gedalije, s katerim so se po uničenju prvega templja končale vse oblike judovske suverenosti. Umor se je v resici zgodil na Roš hašano (1. tišri), vendar se post zaradi spoštovanja do Roš hašane prestavi za dva dni. Če je 3. tišrija šabat, se post prestavi na 4. tišri.
Skladno s predpisi za male praznike traja post od jutra do mraka, drugi predisi o žalovanju pa se ne izvajajo. Branje Tore vključuje molitvi Šaharit in Minha, bogoslužje pa ima nekaj dodatkov.

### Jom kipur – Spravni dan
- Erev Jom Kipur: 9. tišri
- Jom kipur: 10. tišri (začne se ob sončnem zahodu)

Jom kipur (יום כיפור) je za Jude najsvetejši dan v letu. Osrednji temi praznika sta sprava in pomiritev, ki se ju doseže z molitvijo in popolnim postom, v katerem je zdravim odraslim osebam prepovedano tudi pitje vode. Med prepovedi spadajo na primer kopanje, dišavljenje, nošenje usnjene obutve in spolni odnosi. Namen posta je usmeriti pozornost posameznika izključno na spravo z bogom. Jom kipur je edini judovski praznik, za keterega veljajo enaki predpisi o prepovedi dela kot za šabat. Post se konča ob sončnem zahodu, ki po judovskem izročilu pomeni začetek novega dneva.
Tik pred sončnim zahodom se običajno zmoli tradicionalno molitev Kol nindre (Vse zaobljube) v aramejskem jeziku. Jom kipurski predvečer se zato pogosto namesto erev Jom kipur imenuje kar Kol nindre.
Aškenaško in sefardsko besedilo Kol Nidre se rahlo razlikujeta. Molilec v obeh molitvah prosi za odvezo od vseh osebnih zaobljub, ki jih je dal bogu. To pomeni, da se bodo vse neizpolnjene zaobljube razveljavile in odpustile. V aškenaškem izročilu to velja za prihodnje leto, v sefardskem pa za leto, ki se končuje. Molitev velja samo za zaobljube bogu. Obljube, ki jih je molilec dal drugim ljudem, ostajajo v celoti v veljavi.
Molilci se za večerne in popoldanske molitve ogrnejo s pravokotnim molilskim šalom (talit), edinokrat v celem letu. V tradicionalnih aškenaških skupnostih moški med dnevnimi molitvami nosijo bel plašč (kitel). Molitve na jomkipuski večer so daljše od molitev v drugih večerih v letu. Dnevni obredi so najdaljši v celem letu. V nekaterih tradicionalnih sinagogah potekajo molitve od jutra do večera ali skoraj do večera. Viška jutranjih molitev v tradicionalnih sinagogah sta recitiranje molitve spominjanja Jickor in liturgične pesnitve (pijutim), ki opisujeta tempeljsko bogoslužje na Jom kipur.
Čez dan se zgodita dva viška dogajanj. Med molitvijo Minha se prebere cela Onahova knjiga, dan pa se zaključi z neilo, posebnim obredom tik pred zaključkom posta. Oboje se dogaja samo na Jom kipur. Neila vsebuje sklepno prošnjo bogu za odpuščanje. Dan se konča s trobljenjem na šofar. Jom kipur se po celem svetu praznuje samo en dan.
Jom Kipur in 15. av se štejeta za najsrečnejša dneva v letu (Babilonski Talmud, razprava Tanit).

### Sukot – Praznik koč (tabernakljev)
- Erev Sukot: 14. tišri
- Sukot: 15.–21. tišri (izven Izraela 22. tišri)
- Prvi dan Sukota (izven Izraela prva dva dneva) se štejeta za velik praznik (jom tov), drugi dnevi pa imajo status vmesnih dni (hol hamoed).

Sukot (סוכות or סֻכּוֹת, sukkōt) je sedemdnevni praznik, znan tudi kot Praznik koč ali Praznik tabernakljev. Je eden od treh romarskih praznikov  (šaloš regalim), omenjenih v Bibliji. Na Sukot se počasti spomin na leta, ki so jih Judje preživeli v puščavi na poti v Obljubljeno deželo, in boga, ki jih je varoval v tem trdem puščavskem okolju. Beseda sukot  je množinska oblika besede suka, ki pomeni kočo. Judom je zato ukazano, da morajo med prazniki prebivati v improvizirani koči. V praksi to pomeni, da Judje v kočah samo obedujejo, nekateri, predvsem v Izraelu, pa v njih tudi spijo. Za gradnjo koče obstajajo posebna pravila.
Razen bivanja v koči je za praznik značilen edinstven obred, v katerem se uporabljajo štiri (botanične) vrste: lulav (palma), hadas (mirta), arava (vrba) in etrog (citrona). Na vse praznične dni, razen na šabat, se v sinagogi med branjem Halel maha s šopkom teh rastlin. Obred se nadaljuje s procesijo okoli sinagoge (hošanot).
Sedmi dan Sukota se imenuje Hošana raba – Velika hošana. Višek dnevnih molitev na ta dan vključuje sedem procesij okoli sinagoge. Obred posnema obred iz jeruzalemskega templja. Veliko prazničnih dogajanj je podobnih tistim na Roš hašano in Jom kipur. Hošana raba se tradicionalno šteje za dan razglasitve končne sodbe Jum kipurja in zadnjo priložnost za prošnje za spravo, preden se sezona praznikov konča.
Izven Izraela se v koči obeduje še osmi dan.

### Šemini aceret in Simhat Tora
- Šemini aceret: 22. tišri (v Izraelu združen s Simhat Toro)
- Simhat Tora: 23. tišri (izven Izraela)

Praznik Šemini acaret (שמיני עצרת) se začne takoj po koncu Sukota. Hebrejska beseda šemini pomeni osem in se nanaša na osmi dan Sukota, čeprav praznik traja samo sedem dni. Ime praznika kaže, da je kljub temu, da ima nekaj lastnih značilnosti, tesno povezan s Sukotom.
Najbolj opazna navada na ta praznik je praznovanje Simhat Tora (שמחת תורה), kar pomeni veseliti se s Toro. Ime se je prvotno nanašalo na posebno ceremonijo: zadnji tedenski del branja Tore se je bral iz Devteronomija, s čimer se je zaključil prejšnji letni cikel, in se takoj nadaljeval z branjem prvega poglavja Geneze, s katerim se je začel nov letni cikel. Obredi, ki se jih udeležuje staro in mlado, so zelo veseli.
Ceremonija je tako dominantna, da v Izraelu, kjer se praznuje samo en dan, praznik imenjejo kar Simhat Tora. Izven Izraela traja praznovanje dva dni, zato se prvi dan imenuje Šemini aceret, drugi dan pa Simhat Tora.

### Hanuka – praznik svetilk (oljenk)
- Erev Hanuka: 24. kislev
- Hanuka: 25. kislev–2. ali 3. tevet

Zgodba o hanuki (חנוכה) je zapisana v Prvi in Drugi knjigi Makabejcev, ki ne spadata v Tanak (hebrejska Biblija). Zgodba o enodnevni zalogi oljčnega olja, ki je čudežno zadostovala za osem dni, je bila prvič opisana v Talmudu (Šabat 21b) okoli 600 let potem, ko je bil dogodek opisan v Knjigi Makabejcev.
Hanuka simbolizira poraz vojske Selevkidskega cesarstva, ki je poskušala preprečitii Judom, da bi prakticirali svojo vero. Juda Makabejec in njegovi bratje so uničili neustavljivo perzijsko vojsko in ponovno posvetili jeruzalemski tempelj. Za osemdnevno praznovanje Hanuke je značilno prižiganje sveč – prvi dan prve, drugi dan druge in tako naprej do osme zadnjega dne. V ta namen se uporablja poseben svečnik, imenovan hanukia ali hanuka menora.
V verskem pogledu je Hanuka manjši praznik. Če na pade na šabat, delo na ta dan ni prepovedano. Razen prižiganja sveč je praznovanje omejeno samo na prilagojeno bogoslužje. Praznovanje naj bilo bolj neformalno, ker temelji na zgodbi in na zakonih. Med najbolj razširjene navade na ta praznik spadajo:
- Uživanje jedi, pripravljenih na oljčnem olju, na primer krompirjevih palačink ali krofov.
- Igranje igra dreidel (hebrejsko sevivon), ki simbolizira protizakonito učenje Tore pod krinko igralniških srečanj v obdobju, ki je privedo do upora Makabejcev.[l]
- Obdarovanje otrok z denarjem, posebnimi kovanci, imenovanimi  hanuka gelt (hanuški denar). Navada obdarovanja se je začela šele v nedavni preteklosti v Severni Ameriki in je povezana s potrošništvom okoli Božiča.[m]

### Asara B'Tevet - 10. tevet
- Asara B'Tevet: 10. tevet

10. tevet  (עשרה בטבת, Asarah B'Tevet) je manj pomemben postni dan v spomin na začetek obleganja Jeruzalema (2 Kralji 25:1).
Zgodilo se je v devetem letu njegovega vladanja, v desetem mesecu na deseti dan meseca, ko je prišel babilonski kralj Nebukadnezar, on in njegova vojska, proti Jeruzalemu in se utaborila prd njim in okoli celega mesta zgradila utrdbe.
Post je posvečen tudi drugim dogodkom, ki so se zgodili 8., 9. in 10. teveta. Po trenutno veljavnem fiksnem judovskem koledarju je edini mali post, ki je na petek.

### Tu Bišvat – Novo leto dreves
- Tu Bišvat: 15. ševat

Tu Bišvat (ט"ו בשבט, dobesedno petnajsti dan ševata) je novo leto za drevesa. Znan je tudi kot חג האילנות (Ḥag ha-Ilanot, Praznik dreves) ali  ראש השנה לאילנות (Roš hašana la-Ilanot, Novo leto za drevesa). Po Mišni označuje dan, od katerega se štejejo desetine pridelanega sadja. Na ta datum začneta veljati biblijska prepoved uživanja prvih treh letin sadja (orla) in zahteva, da se četrto leto sadje odnese v Jeruzalem (neta revai).
Tradicionalno se na ta dan sadi drevesa. V Izraelu za sredstva za sajenje dreves na državni ravni zbirajo v posebnih skladih, vendar se drevesa pogosto sadijo tudi na lokalni ravni.

### Purim
- Esterin post: praviloma 13. adar
- Purim: 14. adar
- Šušan purim: 15. adar

V prestopnih letih judovskega koledarja se ti datumi prestavijo v drugi adar  (adar šeni). 14. in 15. dan prvega adarja (adar rišhon) so znani kot Purim katan.

#### Purim katan
Purim katan (פורים קטן, dobesedno Mali Purim)  se v prestopnih letih praznuje 14. in 15. prvega adarja. Oba dneva spadata med manjše praznike. V teh dneh je prepovedano postenje, v liturgiji pa je nekaj manjših sprememb.

#### Ta'anit Ester – Esterin post
Ta'anit Esther (תענית אסתר, Esterin post)  se praznuje v čast Judinji Haman, ki je kot Estera postala žena perzijskega kralja in na prefinjen način preprečila pomor Judov. Praznuje se kot drugi mali prazniki, običajno na purimski večer 13. adarja, če je ta dan šabat, pa 14. adarja.

#### Purim in Šušan Purim
Purim (פורים) se praznuje v spmin na dogodke, opisane v Esterini knjigi. V praznovanje je vključeno:
- Čitanje Megile. Besedilo se bere iz svitka, prvič zvečer in drugič naslednje jutro. Aškenazi imajo navado, da se ob vsaki omembi Hamanovega imena med branjem prezirljivo zgražajo.
- Mišloa manot - obdarovanje sorodnikov in sosedov s hrano in pijačo.
- Matanot La'evjonim, obdarovanje revnih in pomoči potrebnih.
- Purimski obed (se'udat Purim ali Purim Se'udah), katerega spremlja (pogosto prekomerno) uživanje alkoholnih pijač.[32] Judovski modreci opozarjajo, da zahteva, da se na Purim pije alkoholne pijače, ne pomeni pravice do neprimernega in nemoralnega obnašanja.[33][34]

Iz prvotnega praznovanja se je razvilo več običajev. Eden od zelo razširjenih je gledališka predstava (Purim spiel), zasnovana na dogodkih iz Esterine knjige, vendar ni omejena na samo to vsebino. Zelo pogosto je oblačenje v kostume in nošenje mask. Slednji navadi sta se verjetno razvili iz gledaliških predstav, čeprav o njunem nastanku govori tudi več drugih teorij. Najbolj verjetna je tista, da je povezana z Esterinim skrivanjem svojega judovskega porekla ob prihodu pred perzijskega kralja (Estera 2:10).
V Izraelu se po glavnih mestnih ulicah dogajajo praznične povorke, imenovane Ad-D'lo-Jada (dobesedno dokler ne veš). Ime namiguje na izgubo spomina, ki je posledica prekomernega pitja. Največja in najslavnejša je povorka v Holonu.
Večina Judov praznuje Purim 14. adarja, dan po zmagi Judov nad sovražniki. Ker so se Judje v prestolnici Šušan borili še naslednji dan, se je tam Purim praznoval dan kasneje (שושן פורים, Šušanski Purim). Praznovanje se je kasneje razširilo na vsa »obzidana mesta«, definirana kot mesta, »obzidana od Jozuetovih časov«. V praksi takrat noben Jud ni živel v Šušanu (Susa, Iran), zato se Šušanski Purim v polnem obsegu praznuje samo v Jeruzalemu in v manjšem obsegu v drugih mestih, na primer v Safedu in Tiberiji. V drugih mestih je praznovanje omejeno na manjše spremembe v bogoslužju in prepoved postenja.
- Odprt rokopisen zvitek Esterine knjige s kazalcem za bralca
- Ortidoksni Judje na purimski zabavi, Bnei Brak, Izrael
- Purim na jeruzalemski ulici
- Mishloah manot

### Pesah – Pasha
- Erev Pesah in Post prvorojenca  (Ta'anit Behorot): 14. nisan
- Pesah [o] (Pasha): 15.–21. nisan (izven Izraela 15.-22. nisan)
- Prvi in zadnji dan Pashe (izven Izraela prva dva in zadnja dva) sta popolna praznična dneva (jom tov), drugi dnevi pa imajo status hol hamoed – vmesni dnevi.
- Pesah šeni (Drugi Pesah): 14. ijar.

#### Mesec nisan
Mesec nisan imajo Judje za izjemno vesel mesec. Cel mesec se ne moli Tahanun, opusti se več ustaljenih vrst javnega žalovanja, na primer hvalnice na pogrebih, prostovoljno postenje pa je prepovedano. V različnih okoljih je praksa nekoliko različna.

#### Pashalni večer in post prvorojenca
Dan pred Pasho (Erev Pesah) je pomemben iz treh razlogov:
- Na ta dan se vsi verni Judje vključijo v priprave na Pasho. Mednje spada predvsem popolna odstranitev vseh ostankov kvašene hrane (hamec). Vsi preostali ostanki hameca se odstranijo in uničijo naslednje jutro.
- Na ta dan se opravi post prvorojenca (תענית בכורות) v spomin na deseto egipčansko nadlogo, v kateri je bog pomoril vse egipčanske prvorojence, judovskih pa ne.[40] Post se lahko zaobide z jedjo seudat micva. V praksi zato skoraj vsem prvorojencem postrežejo s to jedjo in jim prihranijo postenje.
- V obdobju jeruzalemskega templja se je Korban Pesah - žrtvovanje jagnjeta opravilo popoldne 14. nisana.[41]
- Če se Pasha začne v nedeljo, je njen predvečer na soboto in ves opisan urnik se spremeni.

#### Pasha
Pasha (פּסח, Pesah), v bogoslužju znana kot  Ḥag haMacot (חג המצות, Praznik nekvašenega kruha), je eden od treh romarskih praznikov  (šaloš regalim), omenjenih v Bibliji. Na Pasho se proslavlja osvoboditev in odhod judovskih sužnjev iz Egipta. Uživanje in celo posedovanje kvašenih jedi je cel pashalni teden prepovedano. Običaj simbolizira tako hiter odhod Judov iz Egpta, da kruh ni imel časa vzhajati. Pravoverni Judje si pred praznikom vzamejo veliko časa, da iz svojih domov in poslovnih prostorov temeljito odstranijo prav vse ostanke kvašenih jedi.
Druga značičnost praznika je seder, se pravi red, ki se naša na obredno uživanje zaukazanih jedi v prvi, izven Izraela tudi v drugi praznični noči. Vanje spadajo maca (nekvašen kruh, opresnik), maror (grenka zelišča) in štirje kozarci vina. K obredu spada tudi molitvenik Hagada. Pashalni seder je eden od najbolj razšijenih judovskih obredov, katerega se odeležujejo tudi med manj verni Judje.
Pasha traja v Izraelu sedem dni (Eksodus 12:15), drugod pa osem dni. Sedmi dan, izven Izraela sedmi in osmi dan, se praznuje Umik Rdečega morja, ki naj bi se zgodil sedmi dan Pashe.

#### Pesah šeni
Pesah šeni (פסח שני, Druga Pasha) je dan, predpisan v Tori,  na katerega dobijo drugo priložnost vsi tisti, ki na Pasho niso prinesli žrtvenega jagnjeta (korban Pesah). Ugodnost je omejena samo na tiste, ki so bili na Pasho daleč od Jeruzalema, in tiste, ki so bili takrat nečisti in jim je bilo zato prisostvovanje na darovanju prepovedano. V sodobnem času je praznovanje Pesah šeni omenejno na uživanje nekvašenega kruha in nekaj sprememb v bogoslužju.

### Sefira – štetjeomer
- Sefirat HaOmer : 16. nisan – 5. sivan

Sefira (štetje), bolj natančno Sefirat HaOmer (ספירת העומר, štetje omer), je  49 dnevno obdobje med biblijskima romarskima praznikoma Pasha in Šavuot. Tora zapoveduje,  da se v tem času natančno štejejo dnevi in tedni.
Štetje temelji na pripovedi iz Biblije, da je Mojzes na 49. dan po odhodu Izraelcev iz Egipta ob vznožju gore Sinaj od boga dobil Toro.
Omer (snop) je bila biblična prostorninska mera za žito. Na prvi dan Sefire se je v jeruzalemskem templju daroval omer ječmena, ki je pomenil dovoljenje za rabo žita nove žetve. Na 50. dan se je štetje končalo s praznikom Šavuot in darovanjem dveh hlebcev pšeničnega kruha, ki je bilo znak za začetek žetve pšenice.
Sefira je bila dolgo časa obdobje delnega žalovanja, za katero Halaha prepoveduje striženje, britje, poslušanje instrumentalne glasbe, poroke, zabave in večerje s plesom. Običaj se razlaga s kugo, ki naj bi pomorila 24.000 učencev Rabbija Akive.

#### Lag Ba'Omer
- Lag Ba'Omer: 18. ijar

Lag Ba'Omer (ל"ג בעומר) je 33. dan štetja omer (ל"ג je hebrejska številka 33). Na ta dan naj bi kuga prenehala, zato se žalovanje na ta dan konča, med Aškenazi na začetku, pri Sefardih pa na koncu Lag Ba'Omer. Na ta dan se zato pogosto prirejajo poroke, kresovanja, pikniki in otroške igre.
V Izraelu se Lag Ba'Omer povezuje z Bar Kohbovo vstajo proti Rimskemu imperiju. Smrti 24.000 učencev Rabija Akive se ne pripisuje kugi, ampak žrtvam Bar Kohbove vstaje, Lag Ba'Omer pa ne s prenehanjem kuge, ampak z Bar Kohbovo zmago nad Rimljani. Zmago se praznuje s kresovanji in igrami z lokom in puščicami, ki simbolizirajo vojaško zmago.  Na tej osnovi je bil na Lag Ba'Omer leta1948, trinajst dni po razglasitvi neodvisnosti Izraela, izdan odlok o ustanovitvi izraelskih oboroženih sil.

### Šavuot - Praznik tednov - Jom HaBikurim
- Erev Šavuot: 5 sivan
- Šavuot: 6., izven Izraela tudi 7. sivan

Šavuot (שבועות), Praznik tednov, je eden od treh romarskih praznikov (šaloš regalim), zapovedanih v Tori. Od drugih biblijskih praznikov se zazlikuje po tem, da njegov datum v Tori ni natančno določen, zato se praznuje dan po 49. dnevu štetja omer. Po sodobnem fiksnem izraelskem koledarja se praznuje 6. sivana. V Izraelu in refomističnem judovstvu se praznuje en dan, drugod pa dva dni.
Po rabinskem izočilu, zapisanem v Talmudu v mišni Šabat 87b, so Izraelci na ta dan dobili deset zapovedi. V tempeljskem obdobju je bilo za Šavuot zapovedanih nekaj posebnih daritev, hkrati pa je bil prvi dan za prinašanje prvega sadja (bikurim)  v jeruzalemski tempelj.
Drugih zapovedi, značilnih za Ševuot, v Tori ni. Za ta praznik je kljub temu razširjenih nekaj običajev. Na ta dan se v sinagogi prebereta del Tore, ki vsebuje deset zapovedi, in Rutina knjiga. Za Šavuot je značilno tudi uživanje mlečnih jedi. V krogih opazovalcev se celo ševuotsko noč preučuje Tora, medtem ko je v reformističnem judovstvu Šavuot običajen dan potrjevanja.

### Žalovanje za Jeruzalemom: 17. tamuz in Tiša B'Av
Tritedensko obdobje, ki se začne 17. tamuza in konča po Tiša B'Avu, je obdobje žalovanja zaradi uničenja Jeruzalema in jeruzalemskega templja.

#### Post 17. tamuza
- Šiva Asar B'Tammuz: 17. tamuz

17. tamuz  (שבעה עשר בתמוז, Šiva Asar B'Tamuz) tradicionalno označuje prvi napad na jeruzalemsko obzidje med rimskim osvajanjem leta 70, s katerim se je končalo obdobje drugega templja. Praznik ima negativno konotacijo, ker se je po izročilu na ta dan zgodilo več negativnih dogodkov: Mojzes je na ta dan zlomil tablico z božjimi zapovedmi, Mišna pa navaja še pet drugih negativnih dogodkov.
Post se opravlja kot drugi mali posti. Če postni dan ni šabat, se postenje nadaljuje do nedelje.

#### Trije tedni in Devet dni
- Trije tedni: 17. tamuz – 9. av
- Devet dni: 1.–9. av
- Teden Tiša B'Av: začne se po šabatu pred Tiš B'Avom

Obdobje med postoma 17. tamuza in 9. ava je znano kot Trije tedni (בין המצרים, dobesedno med ožinami), v katerih se žalovanje nenehno stopnjuje. Aškenazi se v tem času ne poročajo in se izogibajo vsem veselim dogodkom, razen če je datum določen z judovskim zakonom, na primer za obrezovanje (brit mila)   in odkup prvorojenca (pidjon haben). V tem času se tudi ne strižejo. 1. ava se Aškenazi tradicionalno vzdržijo uživanja mesa in pitja vina. Izjemi sta šabat in seudat micva. V tem času se tudi ne kopajo za zabavo. Sefardska praksa se od aškenaške razlikuje po tem, da je na začetku manj stroga, v tednu Tiša B'Av pa se poostri.
Ortodoksno judovstvo z omenjenimi izjemami še naprej ohranja tradicionalne prepovedi. V konzervativnem judovstvu je odbor za judovsko pravo in standarde pri Rabinski skupščini objavil več odgovorov (zakonskih vodil), iz katerih je razvidno, da je prepoved sklepanja zakonskih zvez v tem časovnem obdobju globoko zakoreninjena, vendar je ni treba razumeti kot zavezujočo. V konzervativnem judovstvu je zato sklepanje zakonskih zvez dovoljeno z izjemo 17. tamuza in 9. ava. Rabini v refomističnem in rekonstruktivnem judovstvu menijo, da jih halaha (judovska zakonodaja) ne obvezuje in tovrstne zadeve urejajo po svoje. Rabinski priročnik Reformističnega gibanja jih kljub temu spodbuja, naj zaradi »zgodovinske vesti in spoštovanja«  na Tiša B'Av ne sklepajo zakonsklih zvez.

#### Tiša B'Av – 9. av
- Tiša B'Av : 9. av

Tiša B'Av (תשעה באב) je velik postni dan in dan žalovanja. Midraško izročilo pravi, da so na Tiša B'Av vuhuni v Izrael prinesli slabe novice. Dan je zato postal simbol za vse negativne dogodke v judovski zgodovini. Med slednje sodita uničenji prvega jeruzalemskega templja, ki ga je zgradil Salomon in drugega templja iz rimskih časov. Na ta dan naj bi bil objavljen tudi odlok angleškega kralja Edvarda I., s katerim je prisilil Jude, da zapustijo Anglijo (1290), in izgon Judov iz Španije (1492).
Tiša B'Av je velik postni dan. Post traja 25 ur od sončnega zahoda do naslednje noči. Razen uživanja hrane in pijače so prepovedani tudi kopanje, ličenje, sklepanje zakonskih zvez in nošenje usnjene obutve. Delo ni prepovedano, vendar ni odobravano. Zvečer se sinagogi berejo Žalostinke, zjutraj pa se recitirajo dolgovezne žalostinke kinot. Obredje od večera do poldneva je podobno tistemu na šivo, vključno s sedenjem na nizkih stolčkih ali na tleh. Po poldnevu se skladno z izročilom, da je bil na ta dan rojen mesija, omejitve malo omehčajo.
Medtem ko se post v noči med  9. in 10. avom konča, se omejitve, ki veljajo za Tri tedne in Devet dni , danaljujejo do poldneva 10. ava, ker je tempelj gorel še skoraj cel naslednji dan. Če 9. av pade na šabat, je postenje prepovedano in preloženo na 10. av. V tem primeru se omejitve Treh tednov in Devetih dni končajo s postom. Uživanje mesa in vina je kljub temu dovoljeno do jutra 10. ava.

### Tu B'Av
- Tu B'Av: 15. av

Tu B'av (ט״ו באב, dobesedno 15. av) je v Talmudu skupaj z Jom kipurjem omenjen kot »najsrečnejši dan leta«. Na ta dan so se v tempelj prinašala drva za tempeljske obrede in sklepale poroke. Danes so zanj značilne samo manjše spremembe v bogoslužju. V sodobnem Izraelu je Tu B'av postal nekakšno Valentinovo.

### Drugi postni dnevi
V sodobnem času je še nekaj postnih dni srednjeveškega izvora. Spoštujejo jih praviloma samo ortodoksni Judje, vendar ni o njih niti med njimi enotnega mnenja.
- Posti za suše in druge skupne težave. Večina talmudske razprave Taanit je posvečena objavljanju in opravljanju javnih postov. Večina podrobnih opisov se nanaša na poste v obdobjih suše v deželi Izrael.[61] V te poste je vključena tudi Ne'ila, sklepna molitev, ki je sicer rezervirana samo za Jom kipur.

Ker so se podrobna navodila, opisana v Mišni, med razseljevanjem Judov izgubila, so posamezne judovske skupnosti po svoje razglašale postne dni. Judje na Poljskem se postijo v spomin na pokole Judov med vstajo Bogdana Hmelnjicega, Judje v Rusiji pa v spomin na pogrome v 1880. letih.
Od ustanovitve države Izrael je Glavni Izraelski rabinat tisti, ki poziva k postu v obdobjih suše.
- Behab (בה"ב). Posti bet-hej-bet — ponedeljek-četrtek-ponedeljek so bili uvedeni kot sredstvo za pokoro zaradi morebitnih izgredov v dolgih prazničnih obdobjih Pashe in Sukkota.[65] Posti po Pashi se razglasijo na prvi šabat v mesecu ivarju, posti po Sukotu pa na prvi šabat v mesecu markešvanu. Posti potekajo v ponedeljek in četrtek in ponedeljek po šabatu.
- Jom kipur katan (Mali Jom kipur). Ti posti izvirajo iz 16. stoletja iz kabalistične komune v Safedu. Konceptualno so povezani z daritvami za grehe, ki so se na vsak Roš hodeš opravljale v jeruzalemskem templju.[66] Posti se opravljajo v večini mesecev dan pred Roš hodešem.[67]

## Izraelski/judovski nacionalni prazniki in spominski dnevi
Na splošno velja, da se biblični prazniki (šabat, Roš hašana, Jom kipur, Pasha, Šavuot, Sukot in Purim) v Izraelu praznujejo kot državni prazniki. Hanuka je samo šolski praznik, na Tiša B'Av pa so zaprte samo restavracije in zabavišča. Drugi judovski prazniki se praznujejo različno.
Med ustanovitvijo države Izrael leta 1948  in koncem Šestdvnevne vojne leta 1967 je Kneset po posvetu z Glavnim izraelskim rabinatom ustanovil štiri nacionalne praznike ali spominske dneve:
- Jom HaŠoah: Dan spomina na holokavst
- Jom Hazikaron: Spominski dan
- Jom Ha'atzmaut: Dan neodvisnosti Izraela
- Jom Jerušalajim: Dan Jeruzalema

Status teh dni kot verskih dogodkov v judovskem svetu ni enoten. Neortodoksni in sionistični Judje in sodobna ortodoksna judovska verska gibanja sprejemajo te dneve kot nacionalne in verske praznike.
Večina haredov, vključno s hasidi, v teh dneh ne vidi verskih praznikov. Nekateri haredi celo nasprotujejo obstoju Izraela na verskih osnovah, drugi pa enostavno menijo, da v njih ni dovolj verske vsebine.
Praznovanje teh dni v judovskih skupnostih izven Izraela je praviloma manj bučno kot v Izraelu. Dogajanja, ki v Izraelu potekajo na vladnih in javnih mestih, potekajo izven Izraela v judovskih skupnostih, praviloma v sinagogah in kulturnih središčih.
Kneset je nedavno ustanovil še dva praznika:
- Jom HaAliyah: dan prihoda Izraelcev v obljubljeno deželo
- Dan v spomin na izgon Judov iz arabskih držav in Irana

Izraelska vlada priznava za praznike tudi praznike nekaterih judovskih skupnosti izven Izraela, na primer v Maroku, Turčiji, Iranu in drugod.

### Jom HaŠoa – Dan holokavsta
- Jom HaŠoa: uradno 27. nisan

Jom HaŠoa je dan spomina na žrtve holokavsta. Polno ime praznika je Jom Hazikaron LaŠoah v'LiGevurah – Dan spominov na holokavst in junaštvo (יום הזכרון לשואה ולגבורה), ki odraža željo, da bi se status pasivnih žrtev nacističnih zločinov izenačil s statusom padlih aktivnih borcev proti nacizmu. 27. nisan je bil izbran v spomin na začetek upora v varšavskem getu, najbolj znanem oboroženem uporu Judov v drugi svetovni vojni.
V Izraelu so na ta dan zaprta vsa zabavišča. V uradno proslavo so vključeni tudi verski elementi, na primer branje psalmov, spominske molitve, hvalnice (kadiš) in prižiganje sveč. V Izraelu je največja državna proslava v spominskem središču Jad Vašem. Začne se z zavijanjem siren ob 10:00, kateremu sledita dve minuti molka. Javne proslave se na splošno udeležujejo Judje vseh verskih prepričanj. Judje izven Izraela razen Jom HaŠoa proslavljajo tudi nacionalne spominske dneve. Najbolj znana proslava je verjetno Pohod živih, ki poteka v Auschwitz-Birkenauu in se je udeležujejo Judje s celega sveta.
Izven ortodoksnega judovstva se je začelo razvijati tudi bogoslužje za Jom HaŠoa. Konzervativni, reformistični in rekonstrukcionistični molitveniki ža vsebujejo bogoslužne elemente, ki naj bi se dodali rednim tedenskim molitvam. Konzervativni Judje so napisali zvitek z naslovom Megila HaŠoa, ki naj bi postal obvezno bogoslužno berilo na Jom HaŠoa. Ortodoksni svet, tudi tisti del, ki prisostvuje na državni proslavi, nasprotuje pisanju liturgije za ta dan in raje piše žalostinke  (kinnot) za recitiranje na Tiša B'Av.
Da se ne bi  kršili šabatni predpisi, se datum Jom HaŠoa spreminja:
- če je 27. nisan petek, sa proslava prestavi dan nazaj na 26. nisan,
- če je 27. nisan nedelja, se proslava prestavi dan naprej na ponedeljek, 28. nisana.

### Jom hazikaron – Dan spominov
- Jom hazikaron: (uradno) 4. ijar

Jom hazikaron je dan spominov na padle v izraelskih vojnah. V prvih petih letih izraelske neodvisnosti se je proslavljal na Jom ha'acmaut  (Dan neodvisnosti Izraela). Leta 1951 so Dan spominov kočili od Dneva neodvisnosti in ga prestavili na dan pred Dnevom neodvisnosti. Leta 1951 se je vsebina praznika razširila na vse žrtve terorističnih napadov. Njegovo popolno ime se zdaj glasi  יום הזכרון לחללי מערכות ישראל ולנפגעי פעולות האיבה – Dan spominov na padle v bitkah Izraela in žrtve terorja.
Na ta dan so v celem Izraelu zaprta vsa zabavišča. V številnih šolah in institucijah so proslave. Obiskujejo se grobovi padlih vojakov, kjer se recitirajo molitve v spomin nanje. Glavne javne proslave so zvečer pred Zahodnim zidom in zjutraj na vojaških pokopališčih. Oboje se začnejo z zavijanjem siren. Javna proslava na vojaškem pokopališču na hribu Herzl je hkrati uvod v Dan neodvisnosti.
Izven Izraela se praznovanji Dneva spominov in Dneva neodvisnosti pogosto prepleta. V Izraeelu je vedno dan pred Dnevom neodvisnosti, datum pa se prilagaja šabatu.

### Jom ha'acmaut – Dan neodvisnosti Izraela
- Jom ha'acmaut: uradno  5. ijar

Jom Ha'atzmaut (יום העצמאות) je dan neodvisnosti Izraela, ki se praznuju tudi v judovskih skupnostih po celem svetu. Praznik ima posvetno (vojaške parade in ljudska slavja na prostem) in versko vsebino (recitiranje Halel in prilagojene liturgije).
Izraelska neodvisnost je bila razglašena na petek, zato je Glavni rabinat dolgo razmišljal o možnosti, da bo praznovanje Dneva spominov in Dneva neodvisnosti kršilo šabatne prepovedi. Da bi se temu izognili, se datuma obeh praznikov prilagajata šabatu po naslednjih pravilih:
- Če sta 4. in 5. ijar nedelja in ponedeljek, se praznika prestavita na torek in sredo 5. in. 6. ijarja.
- Če sta 4. in 5. ijar torek, sreda ali četrtek, se praznikov ne prestavlja.
- Če sta 4. in 5. ijar četrtek in petek, se praznika prestavita na sredo in četrtek 3. in 4. ijarja.
- Če sta 4. in 5. ijar petek in sobota, se praznika prestavita na sredo in četrtek 2. in 3. ijarja.

Skoraj vse neharedske judovske verske skupnosti so tem premikom prilagodile svoje liturgije in ukinile žalovanje v obdobju Sefirat ha'Omer. Za sionistične in sodobne ortodoksne skupnosti so ti premiki sporni in jih še niso uvedle v svoje liturgije.
Ḥaredsko praznovanje Jom ha'acmaut je zelo različno. V nekaterih skupnostih, predvsem sefardskih, se praznik praznuje, v večini drugih skupnosti pa se za praznik ne menijo in ga obravnavajo kot običajen dan. Nekatere skupnosti, zlasti Satmar Ḥasidim in Neturei Karta, imajo na Dan neovisnosti dan žalovanja, ker nasprotujejo iniciativam države Izrael.

### Jom Jerušalajim - Dan Jeruzalema
- Jom Jerušalajim: 28. ijar

Dan Jeruzalema  (יום ירושלים)  je posvečen ponovni priključitvi Jeruzalema k izraelski državi po Šestdnevni vojni leta 1967. Tempeljski grič je bil od leta 1948 dostopen za Jude, vendar je bil od uničenja drugega templja pred 1900 leti stalno pod tujo oblastjo.
Podobno kot Dan neodvisnosti se tudi Dan Jeruzalema lahko proslavlja povsem posvetno (sprehajanje po starem Jeruzalemu in velika parada v središču mesta) ali zelo versko z molitvami Halel in prilagojeno liturgijo. Haredi, ki sicer ne sodelejo pri kreiranju novih liturgij, na nek način bolj praznujejo Dan Jeruzalema kot druge skupnosti, ker ta dan zanje pomeni osvoboditev Zahodnega zidu in starega dela Jeruzalema.
Izven Izraela se Dan Jeruzalema proslavlja predvsem v ortodoksnih krogih. Politično liberalnimi Judje praznika ne odobravajo, ker simbolizira nadaljevanje konfliktov med političnimi in verskimi skupnostmi.
Datum Dneva Jeruzalema se ne prestavlja zaradi kršenja šabatnih prepovedi, čeprav je Glavni rabinat leta 2012 poskušal storiti nekaj v to smer.

### Jom HaAlija – Dan priseljevanja
- Jom HaAlija: 10. nisan

Dan priseljevanja (יום העלייה)   je izraelski nacionalni praznik, posvečen priseljevanju v Deželo Izrael, ki je postala jedro bodoče države Izrael, in prispevkom priseljencev, ki so jih dali izraelski skupnosti.
Priseljevanje v Izrael ima v judovstvu tudi verski pomen. 10. nisan je bil dan, na katerega so Jozue in njegovi Izraelci v Gilgalu prekoračili reko Jordan in vstopili v Obljubljeno deželo. Alternativni datum, na katerega se praznjejo v šolstvu, je 7. hešvan. V tem tednu je Abraham dobil od boga navodilo, naj zapusti dom in se s svojo družino odpravi v deželo Izrael.
V sedanjem času ima praznik povsem posvetno vsebino.

### Dan spomina na izgon Judov iz arabskih držav in Irana
- Dan spomina na izgon Judov iz arabskih držav in Irana: 30. november (po gregorijanskem koledarju)

Dan spomina na izgon Judov je izglasoval Kneset leta 2014. Namen praznika je spomin na trpljenje Mizrahi Judov med ustanavljanjem države Izrael. Mnogo Mizrahi Judov je menilo, da se v Izraelu omenja samo trpljenje evropskih Judov med holokavstom in Palestinski Nahbi, njih same pa se zapostavlja in pušča ob strani. 30. november po gregorijanskem koledarju je bil izbran zato, ker je Organizacija združenij narodov dan pred tem sprejela načrt za delitev Palestine. Sklep je pomenil začetek ogromnega pritiska in sovražnosti proti judovskim skupnostim v arabskih državah in Iranu.
V sedanjem času ima praznik povsem posvetno vsebino.

### Prazniki etničnih skupin
Izrelska vlada uradno priznava tri tradicionalne praznike judovskih etničnih skupin v Izraelu. Ti prazniki se praznujejo tudi v njihovih skupnostih izven Izraela.
- Mimouna je bila sprva praznik maroških Judov. Podobna praznika imajo tudi turški in iranski Judje.[87] Praznuje se dan po Pashi, ko se spet začne uživati običajna hrana (hamec). V zadnjih letih se je Mimouna začela na široko praznovati tudi v Izraelu. Ocenjuje se, da se praznovanja udeležuje do dva milijona Izraelcev.[88]

Na sklepni pashalni večer se praznovanje začne z obiskovanjem domov sosedov in prijateljev, tudi če niso Judje. Servira se več tradicionalnih jedi. Razstavijo se simboli, ki predstavljajo srečo in uspeh. Naslednji dan se na veliko prirejajo zabave na prostem in pikniki.
- Seharane se je praznoval med kurdskimi Judi kot več dni trajajoč praznik, ki se je začel dan po Pashi. Cele vasi so se preselile v praznične tabore in praznovale ob obilni hrani in pijači, sprehodi v naravi, petjem in plesom.

Tradicijo je prekinila preselitev cele skupnosti v Izrael v 1950. letih, v zadnjih letih pa so praznovanje obudili. Zaradi zelo razširjenega praznovanja Mimoune v Izraelu se je praznovanje Seharane prestavilo na Sukot.
- Sigd se je kot različica Jom kipurja razvil v judovski skupnosti Beta Izrael v Etiopiji. Sedanja skupnost praznuje Sigd kot dodatek k Jom kipurju na 29. hešvan, 49 dni po Jom kipurju. Praznik ima nekaj značilnosti Jom kipurja, Šavuota in drugih praznikov.[91]

Sigd se je izoblikoval po obredu postenja, študija Biblije in molitev, opisanem v Nehemija 8, ko so Judje po vrnitvi iz babilonskega izgnanstva ponovno začeli praznovati svoje stare praznike. V Etiopiji se skupnost zbere na vrhu gore in moli za svojo vrnitev v Jeruzalem. Sodobni Sigd je omejen na sprehajanje in razgledovanje starega jeruzalemskega mestnega jedra. Praznični dan se konča z zaključnih prazničnim postom.